# ريكسمول
الريكسمول (بالنرويجية: Riksmål) أحد أشكال اللغة النرويجية المكتوبة، وتعني اللغة الوطنية/القومية، مرتكزةً على على اللغة الدانو-نرويجية التي كانت مستخدمة بين الطبقة العالية في كريستيانا (أوسلو) في القرن التاسعة عشر.
بعد إنهاء الاتحاد مع الدنمارك في 1814، لم يكن لدى النرويج لغة وطنية معيارية خاصة بها، كون اللغة المكتوبة هي الدنماركية، في حين أن اللغة المحكية تتألف من لهجاتٍ كثيرة والتي لم تكن مفهومة بشكلٍ متبادل إلى حدٍ ما. كان لدى السويد - الشريك الجديد في الاتحاد الجديد - لغة مختلفة وهي اللغة السويدية، وكان هنالك خوف إن لم تتخذ تدابير، فستفرض لغتها ( أي السويدية) على النرويجيين.
ولذك دعا نرويجيون بارزون كهنريك ويرغيلاند وبيورنستيارنه بيورنسون إلى لغةٍ نرويجيةٍ موحدة، وتكون مرتكزةٌ على إرث اللغة الدنماركية بما أنها مستخدمة - في ذلك الوقت - من قبل الطبقة العليا في كريستيانا. قدم هذا الاقتراح كنود كنودسن، وهو معلم مدرسة، شهد كيف أن طلاب المدارس النرويجيين يكافحون مع اللغة الدنماركية التي يُعلمون بها، بما أنها مختلفة عن اللغة المحكية التي كانوا يستخدمونها. ذكر المفكر الدنماركي جورج براندس أن اللغة في النرويج كانت الدنماركية، ولم يكن لدى النرويجيين لغة خاصة بهم.
قدم كنود كنودسن لغته النرويجية في أعمالٍ عديدة من عقد 1850 حتى وفاته في 1895، في حين أن مصطلح Riksmaal (الـaa طريقة معاصرة لكتابة Å) كان أول من اقترحه هو بيورنسشيرنه بيورنسون في 1899 كاسمٍ للشكل النرويجي من الدنماركية المكتوبة بالإضافة إلى الدانو-نرويجية المحكية. اقترضت من اللغة الدنماركية حيث أنها كانت تشير إلى الدنماركية المعيارية المكتوبة والمحكية. في نفس السنة، أصبحت حركة الريكسمول منظمة تحت قيادته من أجل أن تحارب ضد التأثير المتنامي للنينوشك، والتي أدت في نهاية المطاف إلى تأسيس منظمة غير حكومية تُدعى ريكسمولبوندت (جمعية الريكسمول) في 1907. أصبح بيورنسون أول رئيس لجمعية الريكسمول، وبقي في منصبه حتى وفاته في 1910.
أصبحت الريكسمول اللغةَ المختارة للتلاميذ النرويجيين منذ الجزء الاخير من القرن التاسعة عشر، وتكيفت الصحف النرويجية مع اللغة. لم يتمسك العديد من المؤلفين النرويجيين باللغة الدنماركية ولم يعودوا يكتبون بها، كهنريك إبسن، وبيورنستيارنه بيورنسون، وكنوت همسون. أصبح لدى الريسكمول معيار كتابة رسمي في 1907، وفي 1917 قدمت إصلاحاتٌ جديدة بعض العناصر من اللهجات النرويجية والنينوشك كبدائل اختيارية لأشكال الدانو-نرويجية التقليدية. كان ذلك جزءاً من سياسة رسمية لجلب اللغتين النرويجيتين أكثر قرباً لبعضهما البعض، تعتزم لدمجهما في لغةٍ واحدة في نهاية المطاف. واجهت هذه التغيرات مقاومةً من حركة الريكسمول، و تأسست الريكسمولفيرنت (مجتمع حماية الريكسمول) في 1919. وأصبحوا لاحقاً المدافعين عن الريكسمول التقليدية، في مواجهة البوكمول والنينوشك، وخصوصاً السامنوشك.
في 1938، قدمت إصلاحاتٌ للبوكمول عناصراً من لهجاتٍ ومن النينوشك، والأهم من ذلك أن العديد من أشكال الدنو-نرويجية قد استبعدت. هذا ما يُسمى البوكمول الراديكالية أو السامنوشك (النرويجية المشتركة) واجهت مقاومة أكثر صرامة من حركة الريكسمول، وبلغت ذروتها في عقد 1950 تحت قيادة آرنولف أوفرلاند. نظمت الريكسمولسفوربوندت حملاتٍ لأولياء الأمور ضد السامنوشك في 1951، وتأسست الأكاديمية النرويجية للغة والأدب في 1953. وبسبب هذه المقاومة، كانت إصلاحات 1959 معتدلة نسبياً، واتدت الإصلاحات الراديكالية الجزئية في 1981 و 2005.
حالياً، تشير الريكسمول إلى نوع غير رسمي من البوكمول، معتدل خصوصاً قبل 1938، والتي لا تزال مستخدمة ومنظمة من قبل الأكاديمية النرويجية والتي عززتها الريكسمولفوربوندت. مرت الريكسمول في بعض الإصلاحات الهجائية؛ ولكن ولا واحد كانت عميقة كتلك التي شكلت البوكمول. نُشر معجم للريكسمول في 4 مجلدات في الفترة 1937 إلى 1957 من قبل الريكسمولفيرنت، ونُشر مجلدان تكميليان في 1995 من قبل الأكاديمية النرويجية. بعد إصلاحات البوكمول الأخيرة، تضاءلت الفروقات بين البوكمول والريكسمول، ويمكن مقارنتها مع الفروقات بين الإنجليزية الأمريكية والإنجليزية البريطانية، إلا أن للأكاديمية النرويجية لا تزال متمسكة بمعاييرها الخاصة.
صحيفة آفتنبوستن اليومية معروفة باستخدامها الريكسمول كلغتها المعيارية. استخدام الريكسمول متابع بصرامة، حتى فيما يتعلق برسائل القُراء، والتي تُترجم إلى معيار الريكسمول.
آخر الإصلاحات لكتابة الريكسمول، التي أجريت في سنة 2005، أعادت البوكمول إلى جذورها الريكسمولية، بطريقةٍ تجعل شكلي اللغة أكثر أو أقل تشابهاً. حالياً، الريسكمول أو البوكمول في شكلٍ معتدل هما اللغة المفضلة لحوالي 90% من النرويجيين.